# Lazdijai
Lazdijai (in lingua polacca: Łoździeje) è il capoluogo dell'omonimo comune distrettuale, situato nella Lituania meridionale. Il centro abitato si trova a 7 km di distanza dal confine con la Polonia.

## Amministrazione

### Gemellaggi
- Mór